# Liste der Monuments historiques in Boudreville
Die Liste der Monuments historiques in Boudreville führt die Monuments historiques in der französischen Gemeinde Boudreville auf.

## Liste der Objekte
| Bezeichnung                       | Beschreibung                                                  | Standort                        | Kennzeichnung | Schutzstatus | Datum | Bild |
| --------------------------------- | ------------------------------------------------------------- | ------------------------------- | ------------- | ------------ | ----- | ---- |
| Skulptur Heilige Klara von Assisi | Kalkstein, farbig gefasst, zweite Hälfte des 16. Jahrhunderts | in der Kirche Ste-Claire (Lage) | PM21000362    | Classé       | 1930  |      |